# Міжнародний союз з охорони нових сортів рослин
Міжнародний союз з охорони нових сортів рослин — міжнародна міжурядова організація країн-учасниць конвенції про охорону нових сортів рослин 1961.

Метою УПОВ ((фр. Union Internationale pour la protection des obtentions végétales, UPOV) є забезпечення визнання членами Союзу досягнень селекціонерів, які займаються виведенням нових сортів рослин, шляхом надання їм права інтелектуальної власності на підставі ряду чітко обумовлених принципів.

Для отримання охорони новий сорт повинен бути: відмінним від існуючих загальновідомих сортів, досить однорідним, стабільним і новим в тому сенсі, що він не повинен бути предметом комерційного збуту до певних дат, встановлених шляхом посилання на дату подачі заявки на надання охорони.